# Fennpfuhl

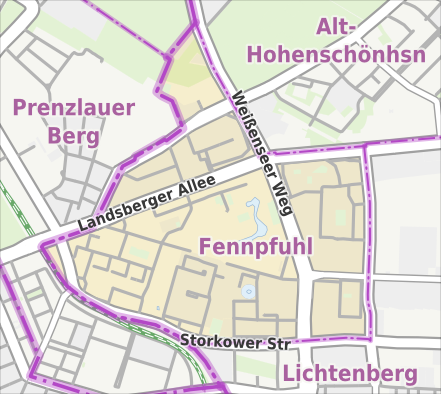
Mappa del quartiere

Fennpfuhl è un quartiere (Ortsteil) di Berlino, appartenente al distretto (Bezirk) di Lichtenberg.

## Posizione
Fennpfuhl si trova ad est del centro cittadino, immediatamente all'esterno della Ringbahn ("ferrovia circolare"). Procedendo da nord in senso orario, confina con i quartieri di Weißensee, Alt-Hohenschönhausen, Lichtenberg e Prenzlauer Berg.

## Storia

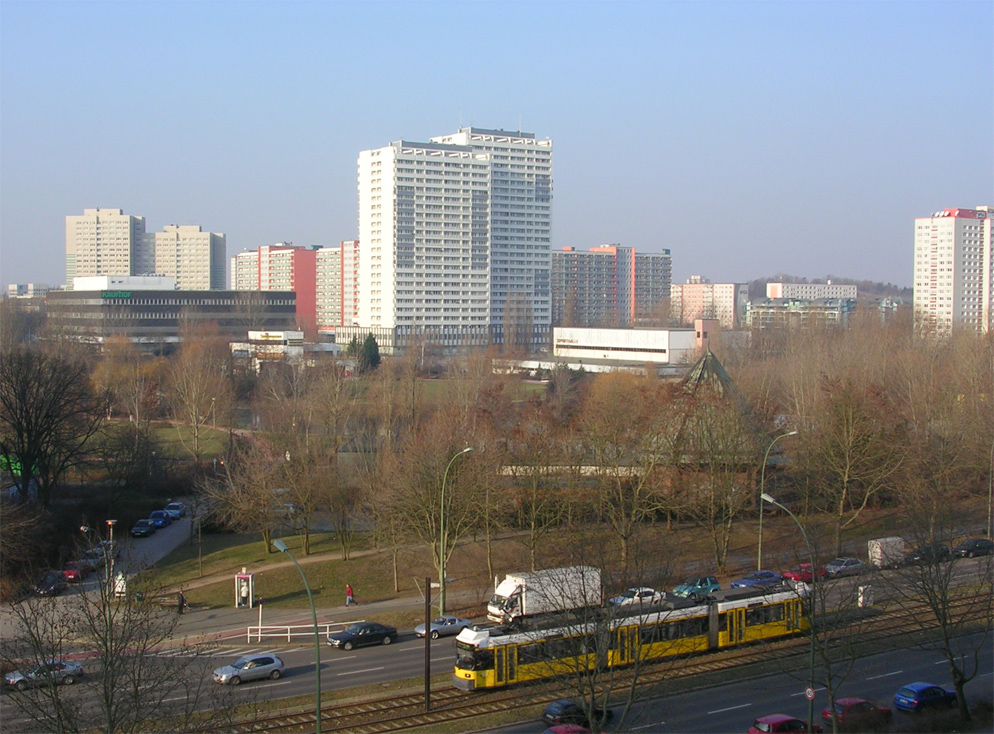
Veduta del quartiere

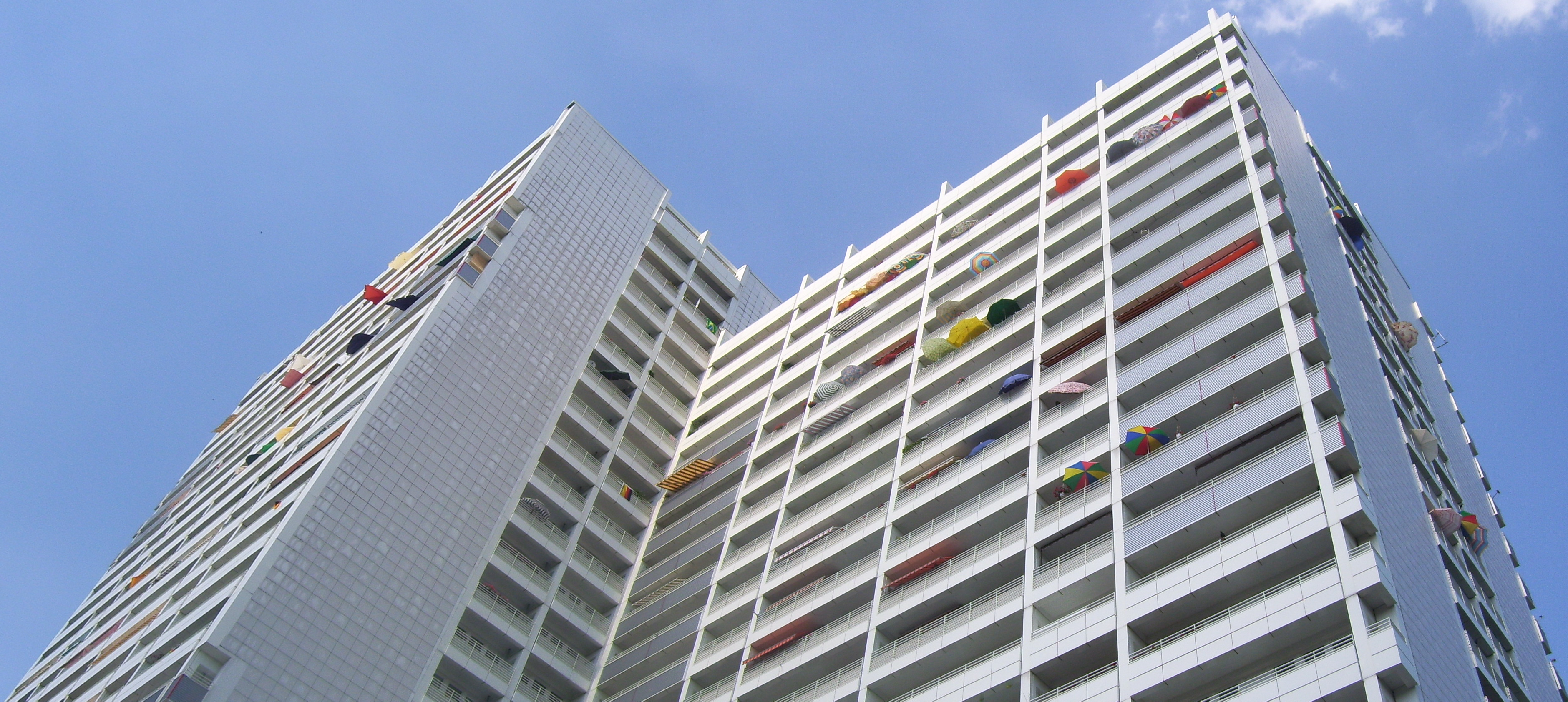
Grattacielo in Anton-Saefkow-Platz

L'area dell'attuale quartiere Fennpfuhl, appartenente all'allora città indipendente di Lichtenberg, fu inclusa già nel 1862 nel piano di ampliamento della città redatto da James Hobrecht, restando tuttavia inedificata per le difficoltà costruttive sul terreno paludoso. Lo stesso nome Fennpfuhl non indicava la zona, ma solo un piccolo lago di origine glaciale.
Nel secondo dopoguerra l'area, abbastanza centrale e ben servita dal trasporto pubblico, fu scelta dai pianificatori di Berlino Est per la costruzione di un nuovo quartiere residenziale, chiamato inizialmente Lichtenberg-Nord e successivamente Wohnkomplex "Am Fennpfuhl" (complesso residenziale "Al Fennpfuhl").
Nel 1956 fu indetto un concorso di architettura per la progettazione del quartiere, aperto, nello spirito della distensione, anche ad architetti della Germania occidentale. Il concorso fu vinto dall'arch. Ernst May, di Amburgo, che propose la costruzione di edifici a stecche parallele, circondati dal verde; un modello già applicato a Berlino Ovest, nel nuovo Hansaviertel, ma non ancora a Berlino Est.
Tuttavia, a causa di tensioni politiche sviluppatesi riguardo al concorso "Berlino capitale" (indetto dalle autorità occidentali per un'area ricadente nel settore orientale), i risultati furono annullati e il progetto di May non fu mai realizzato.
Solo nel 1970 si riprese l'idea della costruzione del quartiere, ma secondo schemi urbanistici completamente nuovi: il progetto definitivo, del 1973, redatto dagli architetti Joachim Näther, Heinz Graffunder e Roland Korn, comprendeva tre "aree residenziali" (Wohngebiet), rispettivamente ad est, nord-ovest e sud del centro principale, comprendente spazi sociali, commerciali e sportivi; adiacente, il grande parco intorno al lago Fennpfuhl. Un lungo percorso pedonale attraversa il quartiere in direzione sud-nord, dalla stazione della S-Bahn Storkower Straße al Volkspark Prenzlauer Berg.
La costruzione di Fennpfuhl costituì una sorta di "prova generale" per la realizzazione dei grandi insediamenti residenziali periferici che avrebbero caratterizzato lo sviluppo urbano di Berlino Est durante gli anni settanta e ottanta: Marzahn, Hohenschönhausen e Hellersdorf. A Fennpfuhl venne sperimentata per la prima volta la serie di abitazioni prefabbricate WBS 70, il cui uso si sarebbe in seguito diffuso in tutta la Repubblica Democratica Tedesca.
Nel 1983, nel clima di distensione fra il governo della Repubblica democratica e le gerarchie ecclesiastiche, fu costruita la chiesa.

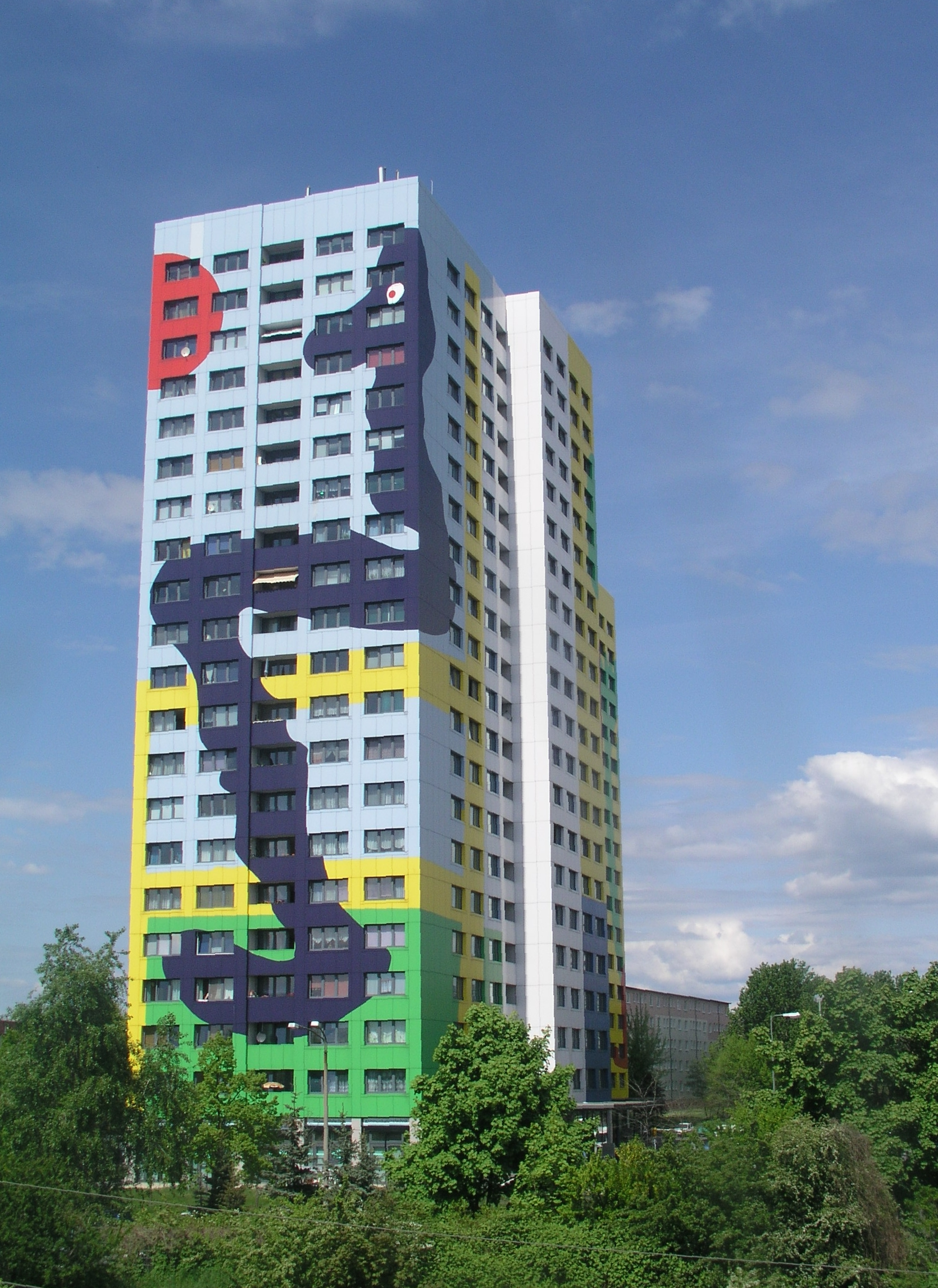
L'edificio Gustavo-Haus

Dopo la riunificazione (1990) furono eseguiti lavori di rinnovamento degli edifici, tentando di ridurne la monotonia con l'uso del colore nelle facciate. Furono realizzati 4 nuovi complessi commerciali-terziari, che hanno in parte compensato la perdita di posti di lavoro nell'industria.
Nel 2001, nell'ambito della riforma amministrativa dei distretti berlinesi, Fennpfuhl fu scorporato da Lichtenberg, divenendo un quartiere (Ortsteil) indipendente, all'interno del nuovo distretto (Bezirk) di Lichtenberg.
Oggi, il quartiere Fennpfuhl è il più apprezzato fra i grandi quartieri residenziali realizzati dalla RDT nell'ex Berlino Est, per la posizione centrale, la qualità urbanistica, la quantità di spazi verdi.

## Comunicazioni

### Strade principali
- Hohenschönhauser Straße
- Landsberger Allee
- Möllendorffstraße
- Oderbruchstraße
- Storkower Straße
- Weißenseer Weg

### Stazioni dellaS-Bahn
- Landsberger Allee (linee S41, S42, S8, S85)
- Storkower Straße (linee S41, S42, S8, S85)

## Galleria d'immagini

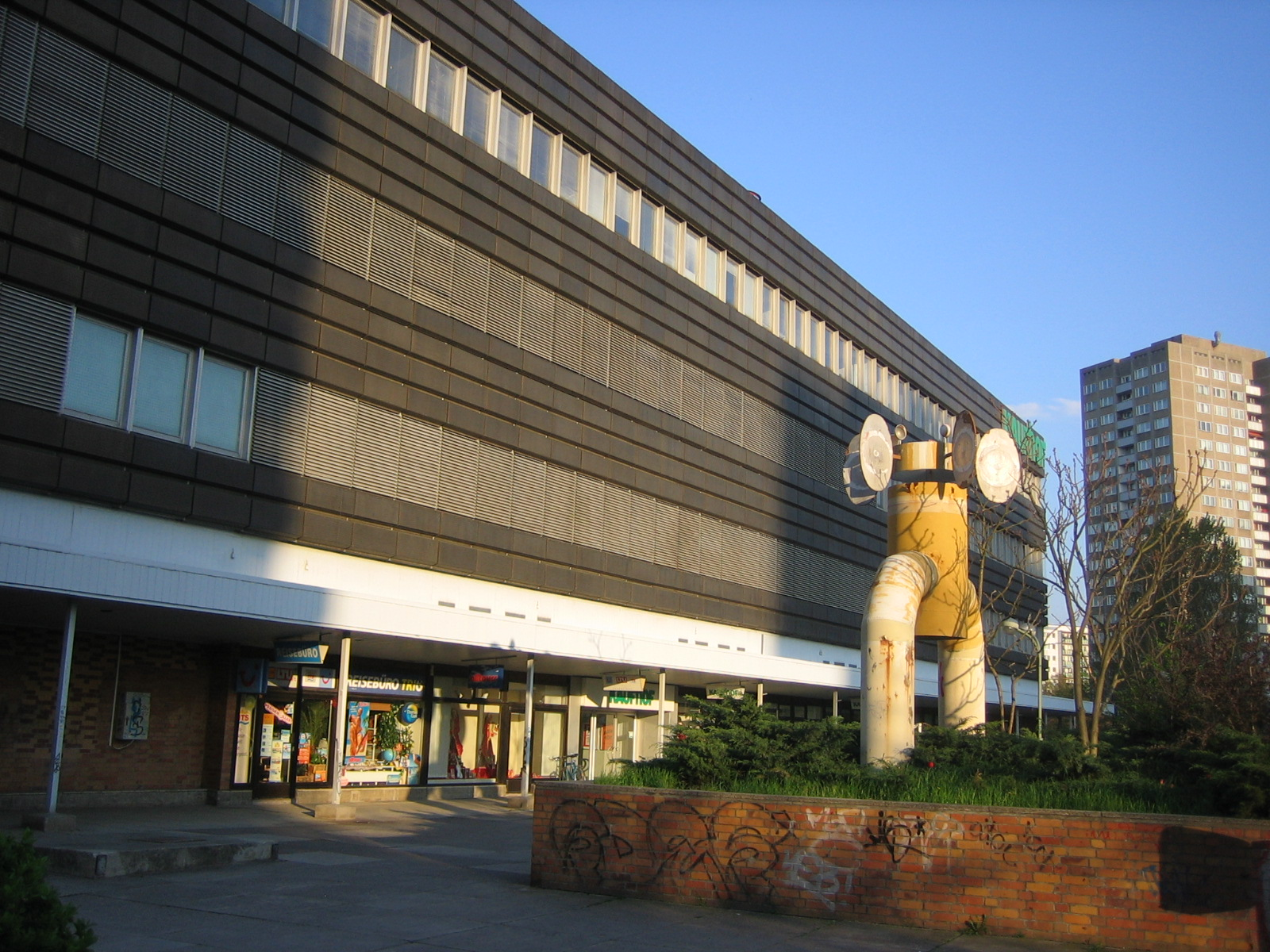
Il centro principale del quartiere
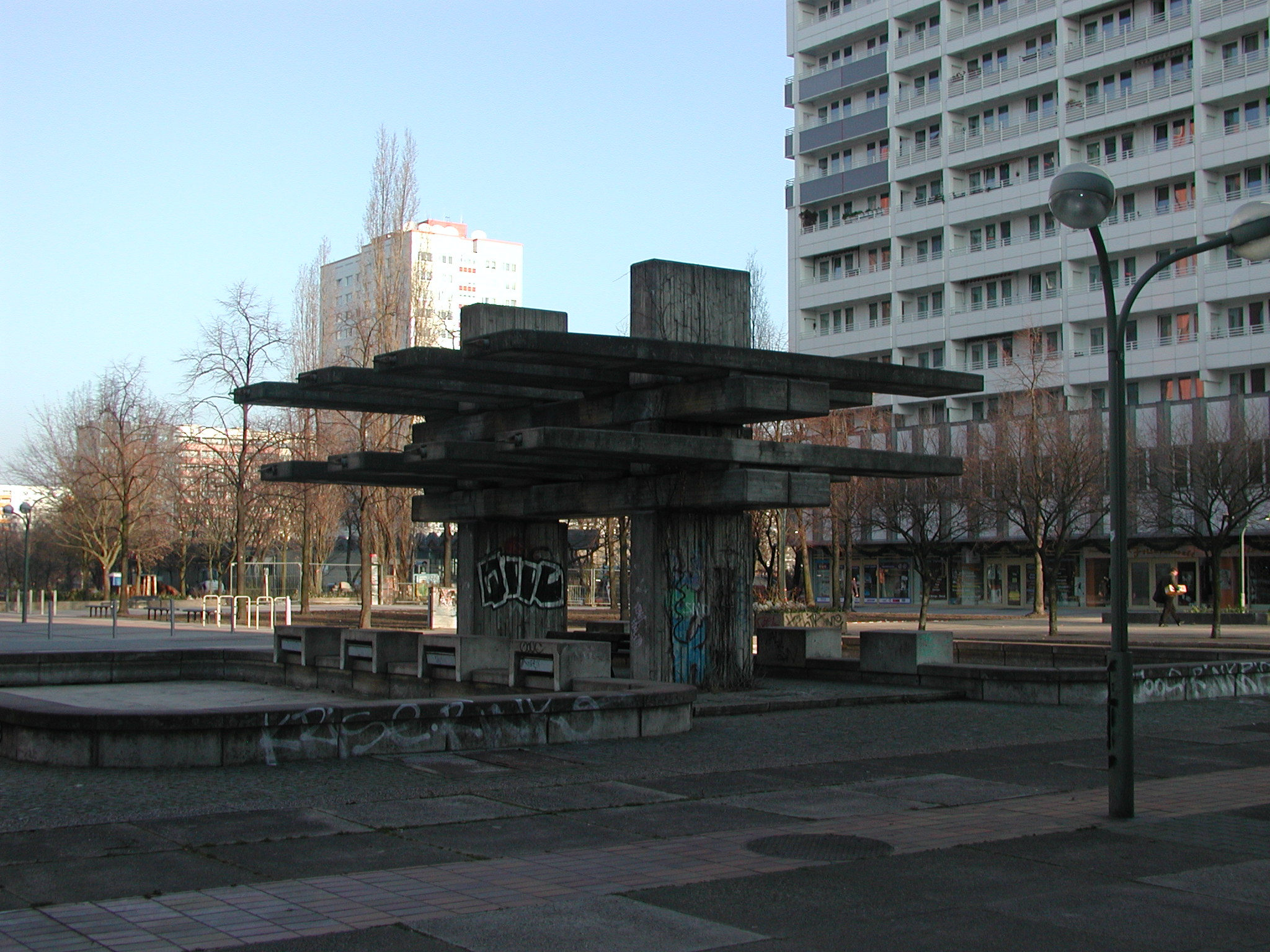
Fontana monumentale al Fennpfuhlpark demolita nel 2009
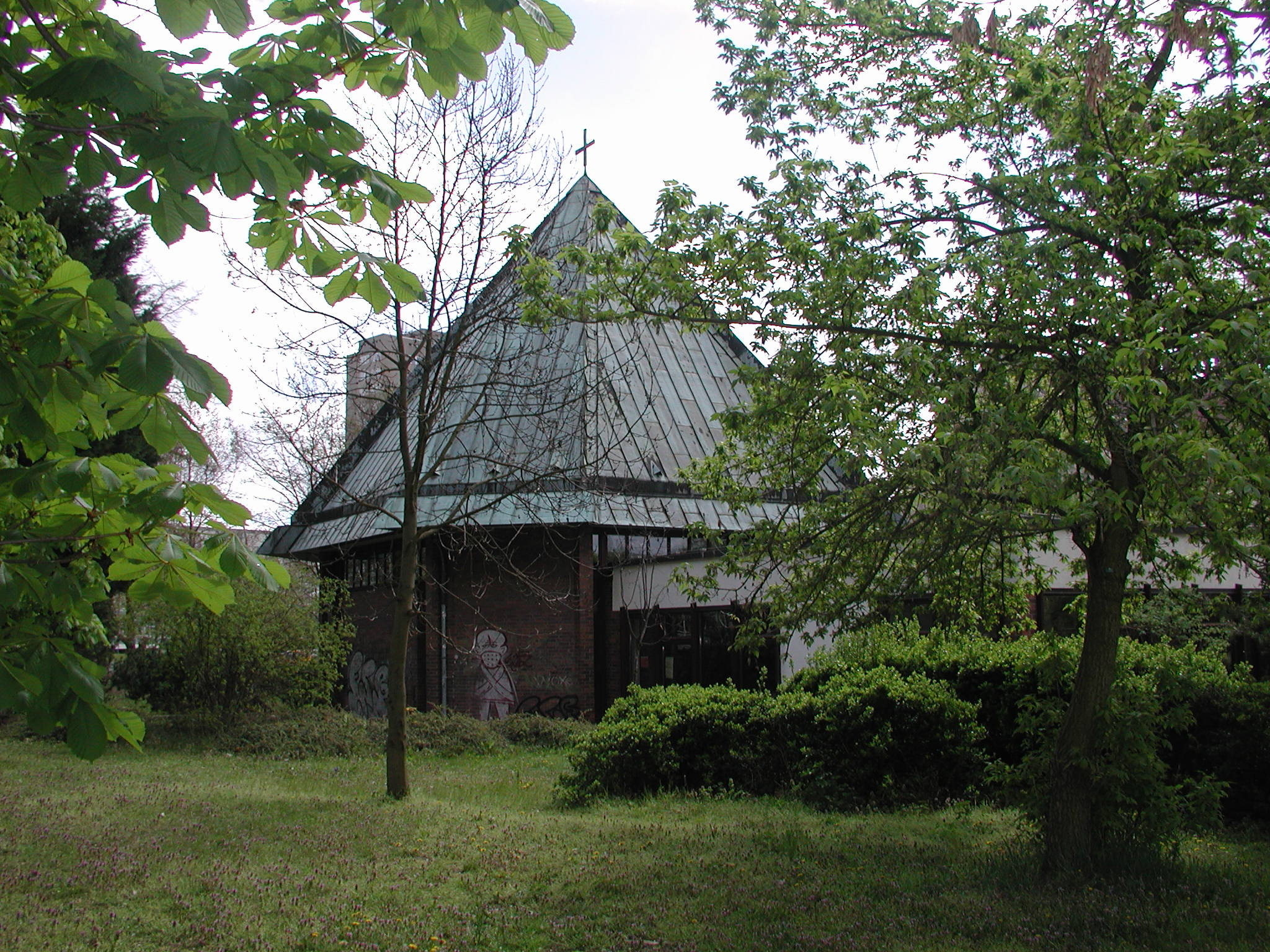
La chiesa
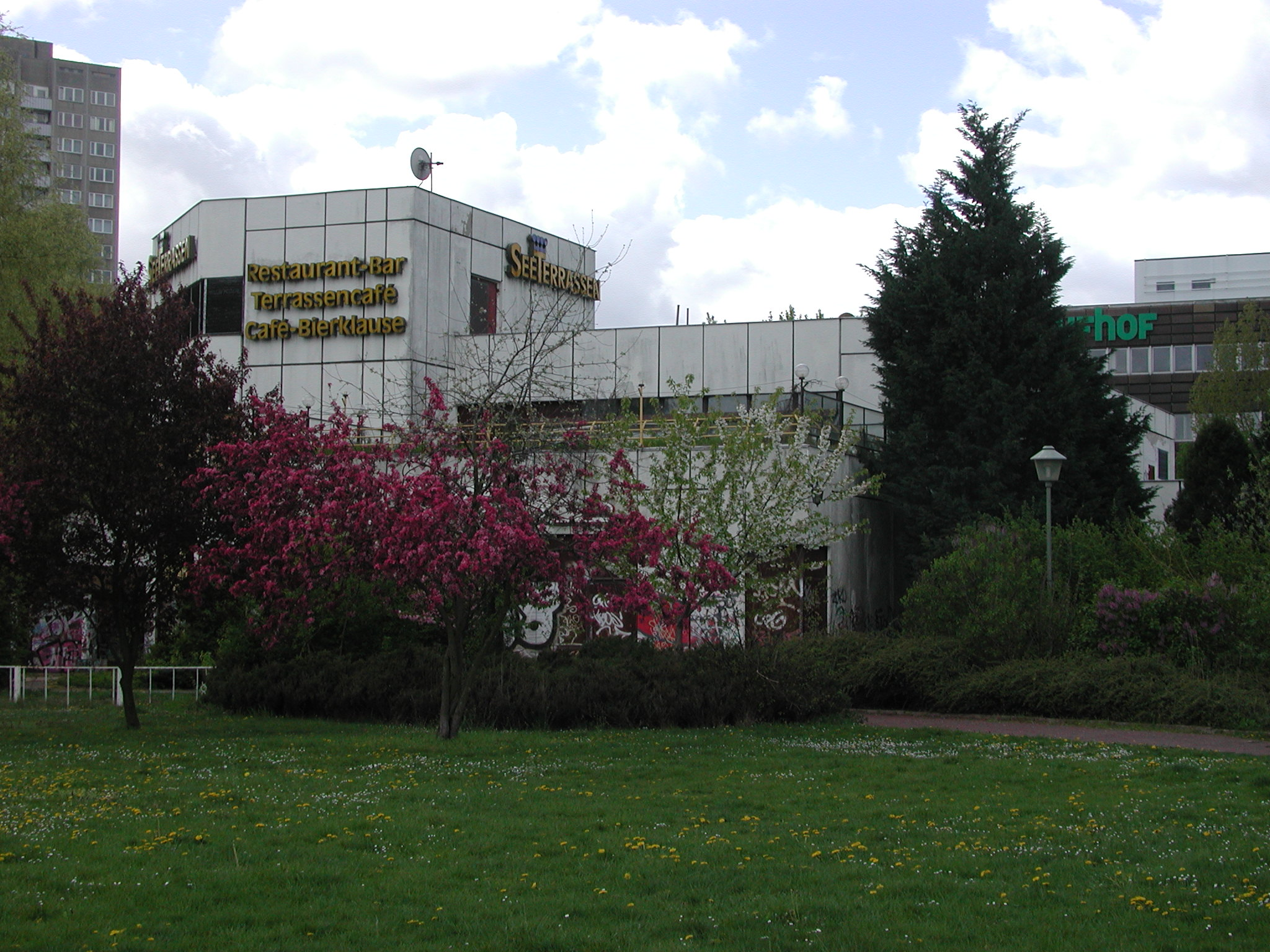
Il ristorante Seeterrassen